# Jean Maximilien Lamarque

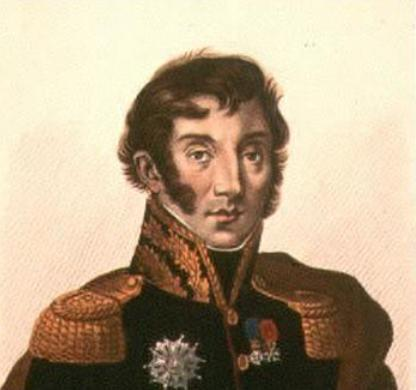
General Jean Maximilien Lamarque

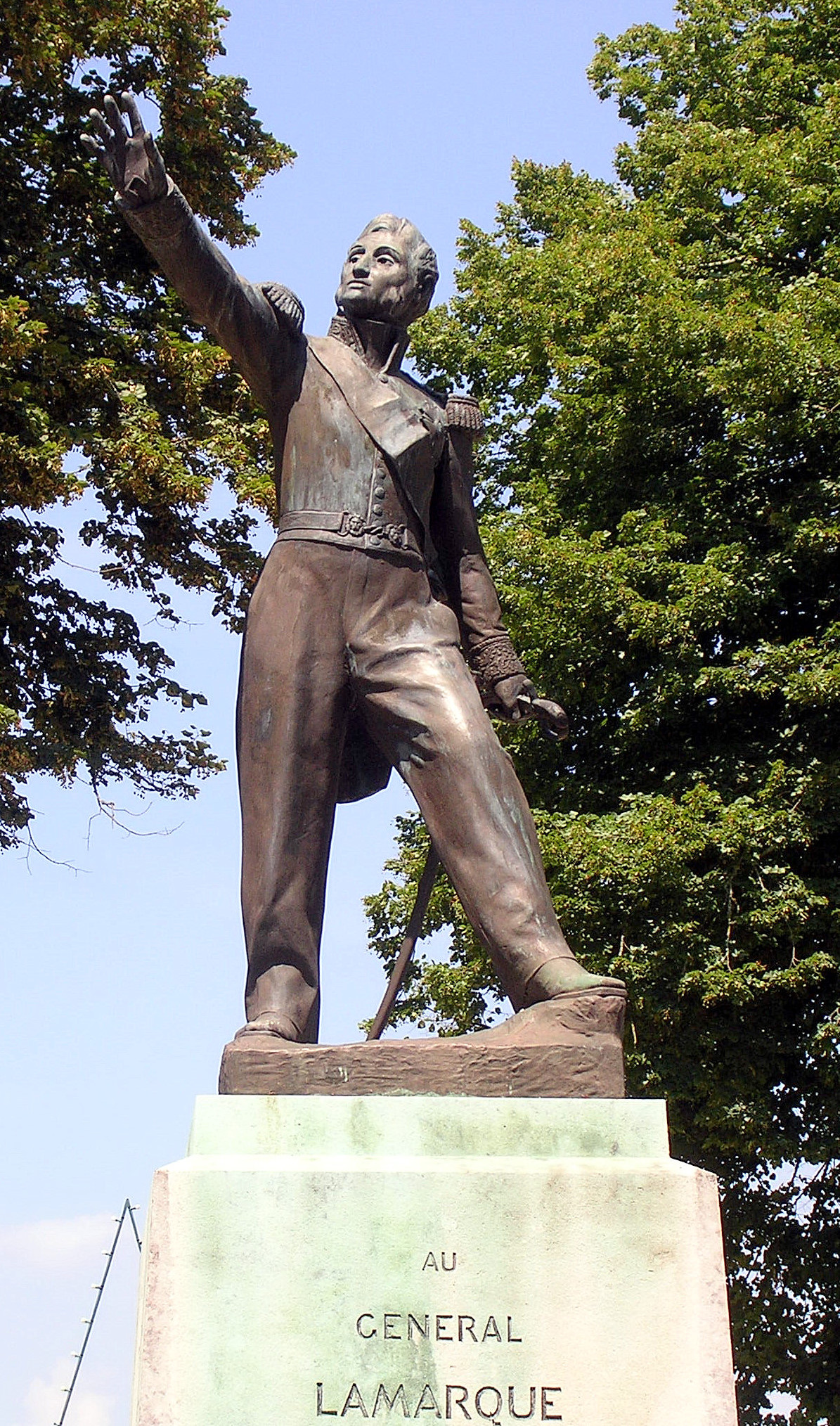
Lamarque-Statue in Saint-Sever

Jean Maximilien Lamarque (* 22. Juli 1770 in Saint-Sever; † 1. Juni 1832 in Paris) war ein französischer General während der Napoleonischen Kriege und später ein Mitglied des französischen Parlaments. Er war ein Gegner des Ancien Régime und engagierte sich für die Unterdrückung von Bourbonen und Legitimisten. Die bei seinem Begräbnis entstandenen Unruhen dienten dem Schriftsteller Victor Hugo als Vorlage für die Aufstände in seinem Werk Les Misérables.

## Frühes Leben und Militärlaufbahn während der Ersten Französischen Republik
Jean Maximilien Lamarque entstammte einer einflussreichen und vermögenden Familie und war ein Sohn von Pierre-Joseph Lamarque (* 1733; † 1802), königlicher Prokurator des Seneschalls von Saint-Sever, und der Marie-Ursule Dufan. Er besuchte eine theologische Lehranstalt seiner Heimatstadt, deren Prior sein Onkel Jean-Jacques Lamarque (* 1737; † 1809) war, der später während der Terrorherrschaft verfolgt wurde.
Der Vater Lamarques wurde als Deputierter des Dritten Standes in die Generalstände von 1789 gewählt und danach im Zuge der Französischen Revolution Mitglied  der Konstituierenden Nationalversammlung. Lamarque selbst ging im März 1790 als 19-Jähriger nach Paris, um seinen Vater wiederzutreffen und seine Studien zu vervollständigen, wobei er Vorlesungen von Chaptal, La Harpe und Chamfort hörte. Von seinem Vater beeinflusst begeisterte er sich für die revolutionären Ideen, stürzte sich in das politische Leben der Hauptstadt und  trat 1791 als einfacher Soldat ins Militär ein. Anfang 1793 wurde er Mitglied des 4. Freiwilligenbataillons seines heimatlichen Départements Landes.  Er nahm an antiklerikalen Aktionen teil, so etwa  mit seinem Bataillon an der Plünderung und Niederbrennung der Kathedrale Saint-Sauveur von Vabres, wobei der Marmor ihres Altars demontiert wurde, um damit ein Denkmal für Marat zu errichten.
Zur spanischen Grenze entsandt wurde Lamarque am 13. Mai 1793 Grenadierhauptmann in der „höllischen Kolonne“ von La Tour d’Auvergne, die zur Armee der Westpyrenäen gehörte. Er überschritt im Kugelregen die Bidasoa und eroberte im Juli 1794 mit nur 200 Mann Fuenterrabía, wobei er 1800 Gefangene machte und 80 Kanonen erbeutete. Als er die eroberten Fahnen dem Nationalkonvent überbrachte, erklärte dieser durch ein Dekret, er habe sich um das Vaterland Verdienste erworben und ernannte ihn zum Generaladjutanten. Nach dem Friedensschluss mit Spanien diente er unter Moreau und Dessoles in der Rheinarmee zeichnete sich in den Schlachten bei Engen (3. Mai 1800), Meßkirch (4./5. Mai 1800), Höchstädt (19. Juni 1800) und  Hohenlinden (3. Dezember 1800) aus. Im letztgenannten Kampf tat er sich so hervor, dass er am 6. März 1801 auf Empfehlung Moreaus von Napoleon Bonaparte zum Général de brigade befördert wurde.

## Militärische Karriere unter Napoleon
Nach dem Frieden von Lunéville (9. Februar 1801) befehligte Lamarque in Spanien unter Leclerc, dem er aber nicht nach Saint-Domingue folgte. 1805 ging er zur Grande Armée, wohnte dem Feldzug dieses Jahres in Österreich bei und nahm an der Schlacht bei Austerlitz (2. Dezember 1805) teil. Nach dem Frieden erhielt er den Auftrag, sich nach Italien zu der mit der Eroberung des  Königreichs Neapel bestimmten Armee zu begeben. Auf der Reise wurden er und seine Begleiter in Tirol von einer Lawine verschüttet, aber gerettet. In italienischen Gebirgen verteidigte er sich mit seinen wenigen Gefährten tapfer gegen  die 50 Mann starke Bande des gefürchteten Fra Diavolo. Er gelangte glücklich nach Süditalien und beteiligte sich 1806 an der Einnahme Gaetas. 1807 errang er wichtige Erfolge über die Briten und die Banden, die das Königreich Neapel durchstreiften. Als ihn der neue König Joseph Bonaparte zum Adjutanten erkor, lehnte Lamarque diese Stelle ab, um nicht die Rechte eines französischen Bürgers zu verlieren, nahm nur den Posten als Generalstabschef der französischen Truppen Josephs an und wurde am 6. Dezember 1807 von Napoleon Bonaparte zum Général de division befördert.
Murat wurde im August 1808 Nachfolger Joseph Bonapartes als neapolitanischer König und beauftragte Lamarque, mit 1600 Elitesoldaten Capri zu erobern. Die Briten hatten diese Insel stark befestigt und verteidigten sie unter Sir Hudson Lowe. Außerdem schien Capri wegen seiner Felsen unzugänglich. In der Nacht vom 4. zum 5. Oktober 1808 verließ Lamarque Neapel und konnte nach einer gefährlichen Überfahrt mit seinen Waffengefährten auf der Insel landen. Mit Hilfe von Leitern erkletterte er mit ihnen die Felsen, hielt sich trotz Feindbeschusses, zwang eine britische Heeresabteilung zur Waffenstreckung und erstürmte Anacapri. Zur Eroberung der Stadt Capri musste Lamarque mit seinen Soldaten unter Artilleriefeuer die Hügel herabsteigen, ließ dann zwei große Geschütze von Neapel herbeischaffen und den Ort damit beschießen und konnte schließlich eine Bresche in die Befestigungsmauer schlagen. Die Stadt kapitulierte am 17. Oktober 1808 und Lowe musste die Insel räumen; Lamarque hatte seinen Gegnern freien Abzug zugestanden. Capri war von dem General trotz des hartnäckigen britischen Widerstandes so schnell eingenommen worden, dass die Nachricht von den Vorbereitungen zum Angriff und vom Sieg fast gleichzeitig in Paris eintraf. Murat schenkte Lamarque eine Domäne im Neapolitanischen, die er beim allgemeinen Friedensschluss verlieren sollte.
An der Spitze einer Division schloss sich Lamarque 1809 dem Heer des italienischen Vizekönigs Eugène de Beauharnais in Norditalien an. Er kämpfte anfangs unglücklich, errang dann aber Erfolge bei Villanova, an der Piave, bei Oberlitz und vor allem bei Laibach, wo er 5000 Gefangene machte und 65 Kanonen erbeutete. Nachdem sich die italienische Armee mit der Napoleons vereinigt hatte, trat Lamarque unter MacDonalds Oberbefehl und zeichnete sich bei Wagram (5./6. Juli 1809) aus, wo vier Pferde, auf denen er ritt, getötet wurden und wo seine Heeresabteilung ins Zentrum der österreichischen Armee eindrang. Am 21. Juli 1809 wurde er zum Großoffizier der Ehrenlegion ernannt und nach Antwerpen gesandt, wo die Briten eine Landung versuchten. Bald aber erbat sich ihn Murat und er diente ihm im aufständischen Kalabrien, ohne Großes leisten zu können. Sein nächster militärischer Einsatz führte ihn wieder nach Spanien und er focht rühmlich bei Atta-Julia, Riponil, Bañolas (23. Juni 1813) und La Salud.
Am 4. Juni 1810 war Lamarque zum Baron des Kaiserreichs ernannt worden, doch erschien ihm dies für seine Verdienste nicht ausreichend. Am 12. Januar 1812 schrieb er Berthier, er möge den Kaiser an dessen nach der Schlacht bei Wagram gegebenes Versprechen erinnern: Napoleon hatte Lamarque damals zugesichert, ihn zum Grafen des Kaiserreichs zu erheben. Dennoch erhielt Lamarque diese Auszeichnung weiterhin nicht und beklagte sich darüber in einem Brief vom 11. November 1813. Als die französische Armee Spanien räumen musste, führte er mit großem Geschick und unter vielen Mühen die Nachhut.
Lamarque zählte zu den wenigen Generälen, die sich unter dem Kaiserreich zuweilen noch der Republik zu erinnern wagten. Napoleon sah dies missfällig, verkannte aber nie sein militärisches Talent und nannte ihn noch nach seiner Verbannung nach St. Helena neben Clausel und Gérard als besten überlebenden Anführer.

## Rolle während der ersten Restauration und Napoleons erneuter Herrschaft der Hundert Tage
Nach Napoleons Sturz im April 1814 und der folgenden ersten Restauration der Bourbonen wurde Lamarque vom zurückgekehrten Ludwig XVIII. zwar zum Ritter des St. Ludwigs-Ordens ernannt, aber zu keinerlei Aufgaben herangezogen. Er lebte sehr zurückgezogen und begrüßte Napoleons Anfang März 1815 erfolgte Rückkehr von Elba. Napoleon übertrug ihm das Kommando von Paris, dann den Oberbefehl über eine Division der Nordarmee an der belgischen Grenze. Als die Vendée eine Erhebung für die Bourbonen wagte, sandte er ihn im Mai als Oberkommandierenden dorthin. Lamarque ging mit außerordentlichen Vollmachten ab und sollte strenge Maßregeln ergreifen, mit Erschießen von gefangenen Aufrührern, Geiseln Nehmen und Ächten rebellischer Anführer nicht sparsam sein und durch diese harte Vorgehensweise einschüchtern. Der General war aber hierzu nicht gewillt. Er erkannte die prekäre Lage des neu errichteten Kaisertums und bemühte sich, ihm Anhang zu gewinnen und den sinkenden Mut seiner Bekenner zu beleben. Durch rasche Pazifikation der Vendée hoffte er den Marschallsstab zu erlangen. So bestürmte er den Kriegsminister von Angers aus am 6. Juni 1815, ihm Truppenverstärkungen zu senden, damit er bald den Aufstand in der Vendée unterdrücken könne.
Der Tod des Marquis Louis du Vergier de La Rochejaquelein († 5. Juni 1815) erleichterte von Anfang an Lamarques Aufgabe, denn in jenem verlor die Insurrektion ihre Seele. Lamarque forderte in einer Proklamation die Vendéer auf, die zu verlassen, deren Anwesenheit ihnen stets verderblich gewesen sei, und zwang die Verwandten der Insurgenten, Angers zu räumen. Er bekam nur einige Bataillone, aber ausgezeichnete Mannschaft als Zuzug, verwendete keine Nationalgarden, weil sie ihm zu wenig Garantie für die militärische Ordnung boten, und erhielt strenge Disziplin bei seinen Soldaten aufrecht. Auch behandelte er Verwundete und Gefangene mild, schenkte sogar einem Attentäter, der auf ihn geschossen, ihn aber verfehlt hatte, das Leben und operierte mit großer Energie, Umsicht und Überlegung. Er vereinigte sich mit den Truppen der Generäle Travot, Delaage, Estève und Brayer. Fouché war von Napoleon beauftragt, mit den Führern der Vendéer einen Waffenstillstand abzuschließen, und sein Abkommen vom 7. Juni 1815 gelangte am folgenden 9. Juni zu Lamarque, der es am 10. Juni den Generälen der Vendéer zusandte. Dabei bemerkte er, dass er imstande sei, mit großer Macht ins Herz ihres Landes einzudringen, doch biete er ihnen noch eine letzte Aussicht auf Frieden, um kein Bürgerblut vergießen zu müssen. Aber die Vendéer unter Sapinauds Oberkommando wollten von einem Vertrag nichts wissen, verwarfen ihn einmütig und setzten auf eine bewaffnete Auseinandersetzung.
Travot ergriff im Marais die Offensive, Lamarque zog seine zerstreuten Kolonnen zusammen und drang in die Bocage ein, vom erbosten Kaiser zu einem Vernichtungskrieg aufgefordert. Napoleon entbehrte ihn äußerst ungern und schwer auf dem belgischen Feldzug. Lamarque hätte am liebsten Schlachten vermieden und durch Einfädelung von Korrespondenzen versucht, die Führung der Vendéer zu spalten. Aber es gelang nicht, mehrere Treffen erfolgten, bis nach Lamarques Sieg bei Rocheservière (19./20. Juni 1815) die Nachricht von Napoleons entscheidender Niederlage in der Schlacht bei Waterloo und seinem endgültigen Sturz eintraf. Jetzt nahm Sapinaud mit anderen Führern den Frieden an, der in La Tessoualle bei Cholet am 26. Juni unterzeichnet wurde. Zwar verweigerten mehrere Führer ihre Unterschrift, aber die Niederwerfung der Vendée ließ sich nicht aufhalten. Lamarque erklärte sich entschieden gegen Fouchés und Davouts grausame Maßnahmen gegenüber den widerstrebenden restlichen Gegnern. Die Repräsentantenkammer erklärte, Lamarque habe sich um das Vaterland verdient gemacht, und Napoleon während seines Aufenthalts auf St. Helena, er habe seine Hoffnungen weit übertroffen.

## Exilierung, Rückkehr nach Frankreich und politische Laufbahn
Lamarque unterwarf sich dem nach der Schlacht bei Waterloo zum zweiten Mal zurückgekehrten Bourbonenkönig Ludwig XVIII., ließ seine Truppen die weiße Kokarde anstecken, wurde aber trotzdem in der königlichen Ordonnanz des 24. Juli 1815 von der Amnestie ausgeschlossen und zu den Personen gerechnet, die Frankreich zu verlassen hatten. Lamarque protestierte gegen diese Entscheidung in einem Brief vom 27. Juli, in dem er sein Betragen rechtfertigte. Er begab sich nach Südfrankreich und verfasste am 18. Dezember 1815 in Libourne ein neues Protestschreiben an den Kriegsminister Henri Clarke d’Hunebourg, Herzog von Feltre, wurde aber durch das Gesetz vom 12. Januar 1816 endgültig verbannt. Daraufhin floh er nach Belgien. Da seine Gegenwart in Brüssel Bedenken erregte und Unruhen befürchten ließ, musste er auf Befehl des niederländischen Königs Wilhelm I. nach Amsterdam übersiedeln, wo er sich der Erziehung seines Sohns, der Malerei, für die er Talent hatte, und literarischen Arbeiten widmete. Um sich gegen Verleumdungen zu reinigen, schrieb er mehrere pikant und ebenso kräftig wie satirisch gehaltene Broschüren, u. a. Réponse au lieutenant général Canuel (Paris 1818).
Auf Lamarques Ansuchen bewilligte ihm Ludwig XVIII. am 20. Oktober 1818 die Rückkehr nach Frankreich, setzte ihn wieder auf die Liste der Generalleutnants, verwendete ihn aber nicht im aktiven Dienst. Lamarque suchte aus seiner Zurückgezogenheit in Saint-Sever auf militärischem Gebiet literarisch einzuwirken und legte bis 1826 eine Reihe von Schriften vor, in denen er Vorschläge zur Reorganisation des Heeres machte, die jedoch ohne Erfolg blieben. Auch schrieb er militärische Artikel für die Encyclopédie moderne und das Journal des sciences militaires.
Auch im parlamentarischen Leben wollte der General, der sich neben Foy zu stellen wünschte, eine Rolle spielen. Deshalb kandidierte er am 13. November 1820 im Département Landes für seinen Einzug in die Deputiertenkammer, scheiterte aber; und auch seine Bewerbungen bei den Wahlen vom 20. November 1822 und 25. Februar 1824 verliefen nicht besser. Er war immer als Kandidat der konstitutionellen Opposition aufgetreten. Die Thronbesteigung Karls X. erschien ihm eine gute Gelegenheit, wieder die Gunst des Herrschers zu erlangen. Außerdem begehrte er, dass ihm der Grafentitel und das Großkreuz der Ehrenlegion verliehen würden, doch blieben diese Forderungen unerfüllt. Sein erneutes Antreten bei den Wahlen vom 17. November 1827 war wieder nicht von Erfolg gekrönt. Er kam erst nach dem Tod von Laurent Marc Antoine du Lyon de Campet († 21. Juli 1828), dem er mehrfach unterlegen war, für Mont-de-Marsan am 22. Dezember 1828 in die Deputiertenkammer.
Nun trat Lamarque in die Reihen der linksliberalen Opposition und wurde unter Polignacs Ministerium als Generalleutnant pensioniert. Der polternde Deklamator verstand es, in kurzer Zeit ein populärer Redner im Abgeordnetenhaus zu werden. Besonders durch die Erinnerung an den Kriegsruhm Frankreichs weckte er wiederholt das Nationalgefühl und machte dadurch das oft Unklare und Widerspruchsvolle seiner politischen Meinungen vergessen. Am 16. März 1830 unterzeichnete Lamarque die Adresse der 221 an Karl X. Er wurde am 23. Juni 1830 als Deputierter wiedergewählt. An der Julirevolution nahm er aber keinen Anteil und sprach auch gegen die Politik der neuen Regierung. Dementsprechend unterstützte er nicht Laffittes Ministerium, dem er nicht vertraute.
Lamarque trat dem patriotischen Verein gegen die Invasion fremder Mächte und gegen die Rückkehr der älteren Linie der Bourbons bei. Als die belgischen Republikaner ihn im August 1830 den Oberbefehl über Belgiens Streitkräfte anboten, lehnte er ihn ab. Hingegen forderte er von Laffitte und seinen Kollegen die Vereinigung Belgiens mit Frankreich und war empört über das Festhalten an den Verträgen von 1815. Ebenso unverblümt sprach er sich zugunsten der Polen aus, ohne auf das Murren der Majorität zu achten, der er zum Teil feige Friedensgelüste und Unempfindlichkeit für die nationale Ehre vorwarf. General Sébastiani fühlte sich durch eine leidenschaftliche Bemerkung Lamarques verletzt; es kam zu einem heftigen Zwist, der aber unblutig endete. Lamarque bekämpfte die Erblichkeit der Pairie und forderte eine kräftige Organisierung der mobilen Nationalgarde.
Nach der Julirevolution von 1830 kam es in der Vendée zu Unruhen und die Regierung übertrug Lamarque als früherem „Helden der Vendée“ die Überwachung dieser Region. Als Oberbefehlshaber der westlichen Départements ging er dorthin. Von neuem studierte er den Geist der legitimistischen Bevölkerung, trat in Berührung mit ihren Führern und riet den Ministern Louis-Philippes zu gerechter und maßvoller Politik gegen die Royalisten; eine würdevolle Mäßigung würde auf ihr besonnenes Gemüt mehr einwirken als alle Drohungen. Er riet zur Schonung der Adligen, Priester und Bauern und erinnerte daran, dass die Vendéer ihm und Davout nach der Schlacht von Waterloo angeboten hätten, falls fremde Mächte eine Invasion in Frankreich versuchten, gegen sie gemeinsam mit ihm zu kämpfen. Sobald Casimir Pierre Périer im Ministerium Fuß gefasst hatte, beseitigte er Lamarque als einen seiner leidenschaftlichsten Gegner; am 2. April 1831 wurde ihm sein Kommando entzogen.
Bei den Wahlen vom 5. Juli 1831 wieder in die Deputiertenkammer gelangt, beschäftigte sich Lamarque engagiert mit Fragen der Außenpolitik. Mit Eifer nahm er sich der Polen an, um die Regierung zum Krieg mit Russland zu zwingen, erinnerte an die ihnen gegebenen Versprechen, aber vergebens. Auch gehörte er zu den beredtesten Abgeordneten, die sich für die Freiheit Italiens einsetzten.

## Tod
Anfang April 1832 erkrankte Lamarque während einer in Frankreich wütenden Epidemie an der Cholera. Nachdem er am 28. Mai noch den „Rechenschaftsbericht“ der Opposition mitunterzeichnet hatte, der Sturm gegen die Julimonarchie blies, erlag er am 1. Juni 1832 im Alter von knapp 62 Jahren in Paris der Infektionskrankheit.
Lamarque hatte gewünscht, dass sein Leichnam in seine Heimat gebracht und dort beigesetzt werde. Zunächst folgten beim feierlichen Leichenbegängnis am 5. Juni gegen 200.000 Menschen dem Totenwagen, der von 150 Studenten, Juliuskämpfern und Invaliden, den Waffengefährten des verstorbenen Generals, gezogen wurde. Flüchtlinge aus Polen, Portugal, Spanien und Italien schlossen sich dem Zug mit Trauerbannern an der Seite ihrer Nationalfahnen an. U. a. Clausel und La Fayette ehrten Lamarques Andenken in Trauerreden, als der Totenwagen an der Pont d’Austerlitz angekommen war, wo ein Postwagen den Leichnam aufnahm und an seinen Bestimmungsort bringen sollte.
Obwohl La Fayette zur Ruhe aufrief, nutzte nun die republikanisch gesinnte Opposition die  Gelegenheit zu einer Demonstration gegen die Julimonarchie. Der Leichnam des Generals sollte mit Gewalt ins Panthéon gebracht werden, was indessen durch eine Truppenintervention verhindert wurde. Doch kam es in der Folge an diesem und am folgenden Tag in Paris zum blutigen, aber kurzlebigen Juniaufstand, den Louis Philippe niederschlagen ließ.

## Ehrungen
Lamarques Name ist am Triumphbogen in Paris in der 36. Spalte eingetragen.

## Schriften
- Nécessité d’une armée permanente, et projet d’une organisation de l’infanterie plus économique que celle qui est adoptée en ce moment. Paris 1820.
- Mémoire sur les avantages d’un canal de navigation parallèle à l’Adour, considéré sous le rapport agricole, commercial et militaire. Paris 1825.
- De l’esprit militaire en France; des causes qui contribuent à l’éteindre; de la nécessité et des moyens de le ranimer. Paris 1826.
- Notice sur la vie de Basterrèche, des Basses-Pyrénées. abgedruckt an der Spitze einer Auswahl von Reden dieses Abgeordneten, Paris 1828.
- La Vérité tout entière sur le procès d’un maréchal de France, pétition patriotique adressée à la chambre des députés pour la translation des cendres du maréchal Ney au Panthéon. Paris 1831.
- Souvenirs, mémoires et lettres du général Maximilien Lamarque, publiés par sa famille. 3 Bände. Brüssel 1835.